# إلياس سلمان
الياس سلمان (بالتركية: İlyas Salman)‏ هو كاتب سيناريو ومخرج وممثل تركي، ولد في 14 يناير 1949 في تركيا.

## وصلات خارجية
- إلياس سلمان على موقع IMDb (الإنجليزية)
- إلياس سلمان على موقع ألو سيني (الفرنسية)
- إلياس سلمان على موقع قاعدة بيانات الفيلم (الإنجليزية)
- إلياس سلمان على موقع كينوبويسك (الروسية)